# Banknot

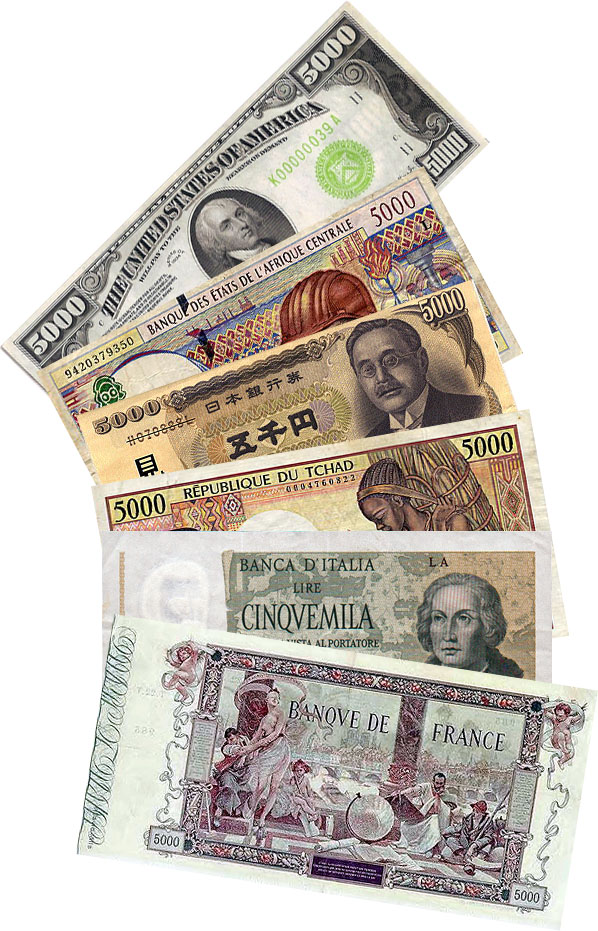
Banknoty z różnych państw

Banknot (niem. Banknote, ang. bank-note – kwit bankowy) – papierowy pieniądz emitowany przez bank centralny stanowiący prawny środek płatniczy w danym kraju lub obszarze. Dawniej rodzaj weksla emitowanego przez dowolny bank, poświadczający posiadanie przez okaziciela pewnej wartości (np. złota). Banknoty wyparły z powszechnego użytku pieniądze kruszcowe.

## Banknot a bilet skarbowy
Do niedawna banknoty były odróżniane od biletów skarbowych, które są kwitami emitowanymi przez bank centralny i nieposiadającymi żadnego zabezpieczenia w złocie. Obecnie określenia banknot i bilet skarbowy w języku polskim nabrały tego samego znaczenia. Znalazło to odzwierciedlenie w napisach umieszczanych na polskich kwitach. Do roku 1982 widniał na nich napis:
```
Bilety Narodowego Banku Polskiego są prawnym środkiem płatniczym w Polsce.
```

Natomiast na tych wprowadzanych od 1982 r. umieszczono sformułowanie:
```
Banknoty emitowane przez Narodowy Bank Polski są prawnym środkiem płatniczym w Polsce.
```

Ostatnim banknotem w oryginalnym znaczeniu tego słowa był dolar amerykański. Od roku 1971 również on jest biletem skarbowym.

## Ekonomia
Banknoty, obok rachunków banków komercyjnych w banku centralnym, są częścią agregatu pieniężnego M0. Wraz z bilonem banknoty zwane są gotówką.
Powiększanie agregatu M0 (dodruk pieniądza) przez instytucje państwowe jest jedną z głównych przyczyn inflacji.
Udział banknotów w wartości gotówki w obiegu w Polsce i państwach strefy euro wynosi 97–98%. Z tego względu produkcja banknotów uznawana jest za działalność o strategicznym znaczeniu dla interesu bezpieczeństwa państwa oraz dla stabilności systemu płatniczego.

## Historia
Przed wprowadzeniem banknotów w obrocie funkcjonował pieniądz kruszcowy, czyli monety ze szlachetnych metali. Banknoty pojawiły się jako kwity depozytowe emitowane przez instytucje, u których deponenci składali monety. Po okazaniu banknotu jego emitent miał obowiązek wypłacić ekwiwalent w kruszcu.
Pierwsze banknoty pojawiły się w Chinach w IX w. n.e., w XIII w. stosowali je także Mongołowie. Najstarszy opis funkcjonowania w Chinach handlu opartego wyłącznie na obrocie banknotami znajduje się w Osobliwościach miast i dziwach podróży 1325–1354 ʾAbū ʿAbdallāh Muḥammada Ibna Baṭūṭa.
Pierwsze wzmianki o pieniądzach z papieru dotarły do Europy za pośrednictwem Marco Polo. W Europie pierwsze banknoty pojawiły się w XVII wieku. Okazało się, że banknoty są znacznie wygodniejsze w użyciu od złotych czy srebrnych monet, można ich więc było emitować więcej, niż wynikało to z pokrycia w kruszcu. Tak powstały banki emisyjne, które mogły wprowadzać banknoty do obiegu. Z czasem uregulowania prawne w poszczególnych krajach doprowadziły do ograniczenia w prawie emitowania banknotów. Obecnie zwykle tylko bank centralny danego państwa ma prawo emisji banknotów – w Polsce jest to Narodowy Bank Polski.
Pierwsze polskie banknoty, zwane wtedy biletami skarbowymi, puszczono w obieg 16 sierpnia 1794 r. w Warszawie w czasie insurekcji kościuszkowskiej, w trakcie trwania oblężenia miasta przez wojska rosyjskie za sprawą Rady Najwyższej Narodowej.
Z okazji stulecia powstania przeciw Hiszpanom w 1998 roku Centralny Bank Filipin wyemitował banknot o największych rozmiarach na świecie. 100 000 peso ma wymiar 35,56 cm na 21,59 cm, bijąc poprzedni rekord, który należał do 1 kuana chińskiej dynastii Ming, posiadającego rozmiary 22 na 33,5 cm.

## Wygląd
Banknoty są najczęściej wykonane ze specjalnego papieru banknotowego, do którego produkcji używane są przede wszystkim ścier drzewny, celuloza i surowiec włóknisty (np. szmaty  bawełniane). Oprócz banknotów z papieru stosuje się również podobne do nich pieniądze wykonane z tworzyw sztucznych niezawierające celulozy. Metalowym odpowiednikiem banknotu jest bilon.
Zgodnie z terminologią bankową i numizmatyczną banknot posiada dwie strony: przednią stronę banknotu (zwaną  awersem), oraz odwrotną stronę banknotu (zwaną  rewersem). Przednia strona banknotu bezwzględnie zawiera informację pisemną o emitencie i nominale banknotu oraz motywy dekoracyjne (wizerunek postaci, budynku, rośliny, zwierzęcia), które jednoznacznie kojarzą się z krajem emitenta i jest drukowana takimi technikami druku jak typooffset, staloryt, typografia (strona odwrotna może jej dorównywać lub pozostać niezadrukowana, np. niemieckie banknoty inflacyjne z lat 20. XX w.), oraz zawiera szereg zabezpieczeń. Również wszystkie dodatkowe cechy banknotu zawarte są przede wszystkim na stronie przedniej, np. znaki dla osób niewidomych.
Większość banknotów (biletów skarbowych) posiada wydrukowaną nazwę emitenta (banku centralnego lub podobnej instytucji) oraz podpis jej prezesa. Banknoty euro posiadają nazwę emitenta w postaci trzyliterowych skrótów (w pięciu językach) nazwy Europejski Bank Centralny oraz podpis prezesa tego banku.

## Techniki druku
Banknoty są produkowane z użyciem kilku technik druku. Poniżej  chronologia procesu produkcyjnego. 
- druk offsetowy:

Płyty drukowe wykonywane są na specjalnych naświetlarkach, z rozdzielczością 8000 dpi i dokładnością 0,05 mikrona. Najczęściej jest to druk offsetowy arkuszowy, choć niektóre kraje używają maszyn rolowych. Nie używa się farb procesowych, ale stosowane są farby spotowe. Nie jest to druk rastrowy, ale wyłącznie liniowy. Maszyny drukujące zadrukowują obie strony banknotu jednocześnie. Farba z czterech płyt drukowych przenoszona jest na jeden obciąg gumowy, drukujący awers, a z czterech innych płyt drukowych transferowana jest na drugi obciąg, drukujący rewers. Jest to maszyna supersymultaniczna. Maszyny takie produkuje firma KBA i są one dostępne jedynie dla renomowanych producentów banknotów. 
- druk typograficzny/hot-stamping:

Hologram lub „zwykła” folia hot-stampingowa jest transferowany typograficznie w technologii hot-stamping. 
- druk sitowy:

Farba zmienna optycznie, dająca efekt kątowy (zmiana barwy w zależności od kąta patrzenia) nadrukowywana jest sitodrukiem.
- wklęsłodruk:

Bardzo charakterystyczną dla banknotów technologią druku jest wklęsłodruk w odmianie zwanej intaglio. Farba przenoszona jest na papier z grawerowanej płyty niklowej. Elementy drukowe są wklęsłe i wypełniane farbą. Banknot jest dociskany wałkiem dociskowym z naciskiem rzędu kilkuset kilogramów na cm2, dzięki czemu możliwe jest przeniesienie farby na podłoże drukowe,  równocześnie na powierzchni banknotu powstają przetłoczenia wyczuwalne w dotyku i drukowany motyw staje się wypukły. Ta technika pozostawia  stosunkowo dużą warstwę farby na banknocie, a co za tym idzie banknot schnie dobę przed dalszą obróbką.
- druk typograficzny:

Banknot otrzymuje indywidualny numer seryjny za pomocą typograficznego numeratora.

## Zabezpieczenia
Banknoty posiadają zabezpieczenia chroniące przed fałszerstwami i tym samym należą do grupy druków zabezpieczonych. Oto niektóre z nich:
- specjalna, tajna receptura papieru, nadająca specyficzne cechy wytrzymałościowe i optyczne;
- zastępowanie papieru podłożem polimerowym trudnym do zadruku (np. polimerowy banknot rumuński);
- stosowanie mikrodruku (np. banknot 20 USD: nad ramieniem wizerunku Andrew Jacksona umieszczony jest mikrotekst The United States of America 20 USA 20 USA);
- recto-verso, jest to obraz widoczny w prześwicie, utworzony z dokładnie dopasowanych elementów, znajdujących się po obu stronach banknotu.

Inne zabezpieczenia opisano poniżej na podstawie banknotu polskiego po denominacji w 1995 r. o nominale 200 zł (część z tych zabezpieczeń występuje w niższych nominałach):
Opis od strony awersu:
- folia hot-stamping metaliczna ze wzorem holograficznym: NBP 200;
- wypukłości wynikające z druku stalorytniczego, m.in. trójkąt w lewym dolnym rogu;
- skomplikowana grafika, a mimo to wyraźna, z mocnym nasyceniem barw i połyskiem farby;
- znak wodny przy lewym marginesie, szczególnie widoczny pod światło (powtórzenie rysunku głównego: wizerunek Zygmunta Starego);
- nitka zabezpieczająca w postaci metalowego paska wpuszczonego do wewnątrz papieru z prześwitami tworzącymi napis: 200 zł;
- nadruk farbą zmienną optycznie: wieniec laurowy przy prawym marginesie obserwowany na wprost i pod ostrym kątem zmienia barwę;
- przetłoczenie przy dolnym prawym rogu oglądane pod różnym kątem ukazuje w owalu koronę lub liczbę 200 (podwójny efekt kątowy);
- rysunek widoczny w świetle UV, m.in. w lewym górnym rogu: 200 zł;
- banknoty drukowane są z użyciem kilku technik druku: offset – w tej technice drukowane są tła i elementy płaskie, staloryt – wypukłe rysunki z wysokim odwzorowaniem detali, niemożliwym do osiągnięcia innymi technikami druku, typografia – numerowanie banknotów;

Opis od strony rewersu:
- zabezpieczenie farbą widoczną w podczerwieni (IR): pod wpływem promieniowania podczerwonego widoczna jest tylko połowa rysunku orła.

Uwaga do zabezpieczeń: część zabezpieczeń banknotów jest utajniona i stanowi ścisłą tajemnicę banków centralnych emitujących dane banknoty.

## Banknoty polskie
- Banknoty od 1996 (aktualne)
- Banknoty 1944–1996
- Banknoty 1930–1939
- Banknoty 1925–1929
- Banknoty 1940
- Banknoty 1941